# Saljoet 2
De Saljoet 2 (Russisch: Салют-2) (OPS-1) werd op 3 april 1973 gelanceerd. Dit ruimtestation maakte geen deel uit van het civiele gedeelte van het Saljoetprogramma, maar van het ultrageheime militaire Almaz-programma. De Almaz-missies werden gevlogen onder de dekmantel van het civiele Saljoet-programma. De missie werd geleid door Michail Grigorjev, een bevelhebber van het Sovjetleger.

## Ontwerp
De Almaz-ruimtestations waren het geesteskind van ruimtevaartingenieur Vladimir Tsjelomej. Zowel Almaz als de civiele Saljoets maakten gebruik van hetzelfde ontwerp voor de romp. Maar anders dan Saljoet 1 en DOS-2 had het eerste bemande Almaz-station de koppelpoort voor het Sojoez-ruimteschip aan de achterzijde. Aan weerszijden hiervan bevonden zich ook de hoofdmotoren voor baancorrecties. Bovendien waren hier de aanhechtingspunten van de twee grote zonnepanelen te vinden.
Aan de voorzijde van het station was de dragende constructie en toegangstunnel voor een bemande Merkoer-terugkeercapsule te vinden. Deze capsule was echter nog volop in ontwikkeling ten tijde van de lancering van de eerste Almaz en vloog dus niet mee.
Het inwendige van Almaz-ruimtestations werd gedomineerd door de behuizing van de enorme Agat-spionagecamera waarmee beelden van de aarde konden worden gemaakt met een resolutie tot 3 meter per beeldpunt. Geselecteerde opnamen konden aan boord ontwikkeld en afgedrukt worden om daarna met een tv-systeem gescand te worden. De televisie-opnamen werden vervolgens naar de aarde gestuurd via een beveiligde communicatie verbinding. De overige negatieven van de diverse camerasystemen konden worden ingepakt in een KSI-capsule voor terugkeer naar de aarde. Deze automatische terugkeercapsule was speciaal voor dit doel ontwikkeld en bevond zich in een aparte container onder de koppelpoort van het ruimtestation.
Verder bevatte het controlepaneel voor de besturing van het station, een sanitaire ruimte met toilet, een provisorische keuken en slaapgelegenheid voor de bemanning, evenals de bedieningspanelen voor vele andere militaire waarnemingsinstrumenten.

### Specificaties
- Lengte - 14,55 m.
- Maximale diameter - 4,15 m.
- Leefbaar volume - 90 m³
- Gewicht na lancering - 18.600 kg
- Lanceervoertuig - Proton-K-raket (drie-traps)
- Aantal zonnepanelen - 2
- Spanwijdte over zonnepanelen - 17 m.
- Bevoorrading - Sojoez 7K-T/A9 ruimtecapsule
- Aantal koppelpoorten - 1
- Aantal bemande missies - 0
- Aantal langdurige bemande missies - 0
- Aantal hoofdmotoren - 2
- Stuwkracht per hoofdmotor - 3,9 kN

## Missiebeschrijving
Tien dagen na de succesvolle lancering stond er een Sojoezmissie gepland onder leiding van Pavlo Popovytsj, maar als gevolg van technische problemen met de parachutes van de Sojoez werd de vlucht uitgesteld. Twee dagen later, op 15 april 1973, traden er eveneens problemen op met het Saljoet (Almaz/OPS-1)-ruimtestation zelf. Vermoedelijk als gevolg van het dichtbij ontploffen van de laatste trap van Protonraket die het ruimtestation in zijn baan had gebracht, was het ruimtestation lek geraakt en viel de druk weg. Bovendien begon het station wild te tuimelen, op een gegeven moment met 30 rotaties per minuut, waardoor de zonnepanelen afgerukt werden. De Saljoet 2 moest daarna als verloren worden beschouwd.

### Terugkeer
Omdat het ruimtestation door de eerder genoemde gebeurtenissen onbestuurbaar was geworden konden geen baancorrecties meer uitgevoerd worden. Door wrijving met de hogere lagen van de atmosfeer keerde Saljoet 2 al na 54 dagen terug in de atmosfeer en werd volledig verwoest.
Na het incident werd door de pers gemeld dat de Saljoet 2 succesvol was en er continu radiocontact met het station was geweest. Het duurde tot 1985 voordat de waarheid omtrent de missie boven tafel kwam.

### Militaire missie met civiele dekmantel
Ondanks de geheimzinnigheid en verwarrende naamgeving aan deze militaire missie, bleef hij niet onopgemerkt in het westen. In tegenstelling tot de civiele voorganger Saljoet 1, zond dit station radiosignalen uit op een golflengte die normaal werd gebruikt door Sovjet-spionagesatellieten. De ontwerper van de Almaz-stations, Vladimir Tsjelomej, was volgens overlevering niet te spreken over het feit dat de Almaz-stations onder dekmantel van een civiel programma vlogen. Hij liet de dekmantel-naam "Салют.2" ("Saljoet.2") schilderen op het eerste Almaz-station, maar dan wel op een gedeelte dat na de lancering werd afgeworpen. Daaronder kwam dan de echte naam van het station, Almaz, tevoorschijn.
1. ↑  Jonathan's Space Report.